# Phaeomolis tavakilinani
Phaeomolis tavakilinani är en fjärilsart som beskrevs av De Toulgoët 1987. Phaeomolis tavakilinani ingår i släktet Phaeomolis och familjen björnspinnare. Inga underarter finns listade i Catalogue of Life.